# Hoplosternum littorale
Hoplosternum littorale és una espècie de peix de la família dels cal·líctids i de l'ordre dels siluriformes.

## Morfologia
- Els mascles poden assolir 24 cm de longitud total.[1][2]

## Alimentació
Durant l'estació de les pluges, els adults mengen grans quantitats de quironòmids, mentre que a l'estació seca s'alimenten principalment d'insectes terrestres, microcrustacis, dípters aquàtics i detritus.

## Hàbitat
És un peix d'aigua dolça i de clima subtropical (18 °C-26 °C).

## Distribució geogràfica
Es troba a la major part de les conques fluvials sud-americanes al nord de Buenos Aires (Argentina).

## Ús comercial
És criat comercialment a Guaiana i Trinitat.